# Epigynum auritum
Epigynum auritum là một loài thực vật có hoa trong họ La bố ma. Loài này được (C.K.Schneid.) Tsiang & P.T.Li mô tả khoa học đầu tiên năm 1973.